# Справа про батьковбивство в Тотіґі
Справа про батьковбивство в Тотіґі (яп. 栃木実父殺し事件, Tochigi Jippugoroshi Jiken), або Справа про батьковбивство Айдзави — справа про інцест між батьком і дочкою та батьковбивство, що відбулось в префектурі Тотіґі, Японія. Суд по даній справі також відомий за назвою Айдзва проти Японії (англ. Aizawa v. Japan). В інциденті, потерпіла дочка Айдзава Чійо (яп. 相沢 チヨ, Aizawa Chiyo) (* 31 січня, 1939) 5 жовтня 1968 р. вбила свого батька, який ґвалтував її протягом 15-ти років. Була звинувачина і засуджена за вбивство батька, з подальшим відтермінуванням і пом'якшенням покарання.

## Передісторія і вбивство
Айдзава Тійо народилась в префектурі Тотіґі, була першою з шести дітей в сім'ї. Її батьком був Айдзава Такео (яп. 相沢 武雄, Aizawa Takeo, May 3, 1915 – October 5, 1968), а матір'ю — Айдзава Ріка (яп. 相沢 リカ, Aizawa Rika). Такео Айдзава страждав на алкоголізм і з 1953 року систематично її ґвалтував. Невдовзі дружина Такео Ріка тікає в Хоккайдо, залишаючи Тійо. Вона повертається
кількома роками пізніше, намагаючись зупинити їхні стосунки. Однак, Такео жив зі своєю дочкою, ставлячись до неї як до дружини. Айдзава Тійо була вагітною 11 раз і народила від свого батька 5 дітей, двоє з яких померло в дитинстві. У 1967 році пережила стерилізацію після шести абортів.
У 1968, Айдзава закохалася у 22-річного молодика, що розлютило її батька. Він закрив її вдома і сказав, що вб'є їхніх трьох дітей. 5 жовтня 1968 року, вона повісила свого батька у Яіті, Префектура Тотіґі. До арешту сусіди вважали, що Тійо була дружиною Такео, але згодом японська поліція визначила, що батьком її дітей є її батько. Через те, що Сімейне право Японії забороняє полігамію і шлюб між близькими родичами, але не забороняє сексуальні стосунки між ними, її діти записані в сімейному реєстрі як незаконнороджені діти Такео.

## Айдзава проти Японії
Згідно 200 статті кримінального кодексу Японії покарання за вбивство батьків — смертна кара або довічне ув'язення. У таких випадках суд зазвичай враховує пом'якшуючі обставини. Японське право дозволяє скорочувати покарання два рази, кожне скорочення зменшує призначене покарання на половину, з довічним ув'язненням при застосованому скороченні покарання зменшується до семи років. Все ж мінімальним покаранням, яке могла отримати Айдзава було три роки і шість місяців тюрми, однак за законом не дозволялося умовне покарання при термінах довше трьох років.
Її адвокат наголошував, що вбивство було самообороною і що через сексуальне насилля вона була в стані неосудності. 29 травня 1969 Уцумійський Окружний Суд визнав статтю 200 неконституційною і виправдав Айдзаву через те, що злочин відбувся через самозахист. Однак, 12 травня 1970 токійський Вищий суд не погодився з минулим рішенням і засудив її до трьох з половиною років. Остаточне рішення по апеляції виніс Верховний суд Японії прийнявши твердження, що накладання суворого покарання на Айдзаву порушуватиме принцип людської рівності перед законом записаного в конституції.
4 квітня 1973 суд постановив статтю неконституційною. Айдзава була визнана винною у звичайному вбивстві і отримала покарання два з половиною роки ув'язнення, змінені на три роки умовного. Якби суд не анулював прецеденти, вона могла не отримати умовне покарання. Її швидко виправдали і після звільнення вона працювала в місті Уцуномія.

## Наслідок покарання
19 квітня 1973 Міністерство юстиції Японії оголосило, що до осіб, які вбили своїх батьків в окремих випадках може бути застосована амністія. Стаття 200 кримінального кодексу була скасована у 1995.